# Diocesi di Maiuma di Gaza
La diocesi di Maiuma di Gaza (in latino Dioecesis Maiumitana) è una sede soppressa del patriarcato di Gerusalemme e una sede titolare della Chiesa cattolica.

## Storia
Maiuma di Gaza, identificabile con El-Mïneh nei territori della Palestina, è un'antica sede vescovile della provincia romana della Palaestina Prima nella diocesi civile d'Oriente. Essa faceva parte del patriarcato di Gerusalemme ed era suffraganea dell'arcidiocesi di Cesarea. Vi era diffuso il culto di san Vittore, martire egiziano.
Maiuma, a pochi chilometri da Gaza, di cui era il porto, crebbe come città a tal punto da avere un proprio vescovo indipendente da quello di Gaza. Il primo vescovo conosciuto è san Zenone, vissuto tra la fine del IV e l'inizio del V secolo; di lui parla Sozomeno nella sua Historia ecclesiastica; è ricordato nel Martirologio romano alla data del 26 dicembre.
Pauliano o Pauliniano prese parte al concilio di Efeso nel 431. Paolo, nipote dell'arcivescovo Giovenale di Gerusalemme, fu presente al cosiddetto al brigantaggio di Efeso del 449.
Nella seconda metà del V secolo sono noti due vescovi monofisiti di Maiuma: Pietro Iberico, influente esponente del monofisismo palestinese; e Giovanni Rufo, autore del Plerophories. Per il VI secolo è noto il vescovo Procopio, identificato da Le Quien con lo scrittore della Scuola di Gaza, e che prese parte al concilio di Gerusalemme del 518.
Dal 1933 Maiuma di Gaza è annoverata tra le sedi vescovili titolari della Chiesa cattolica; finora la sede non è mai stata assegnata.

## Cronotassi dei vescovi greci
- San Zenone † (IV - V secolo)
- Pauliano o Pauliniano † (menzionato nel 431)
- Paolo † (menzionato nel 449)
  - Pietro Iberico † (452 - 491 deceduto) (vescovo monofisita)
  - Giovanni Rufo † (491 - ?) (vescovo monofisita)
- Procopio † (prima del 518 - 528 deceduto)
- San Cosma  † (metà circa dell'VIII secolo)
- Giovanni (? - 870 nominato patriarca di Alessandria)